# Campeonato Europeo de Atletismo de 1998
El XVII Campeonato Europeo de Atletismo se celebró en Budapest (Hungría) entre el 18 y el 23 de agosto de 1998 bajo la organización de la Asociación Europea de Atletismo y la Federación Húngara de Atletismo.
Las competiciones se llevaron a cabo en el Népstadion. 

## Resultados

### Masculino
| Evento             | Oro                                                                       | Plata                                                                                    | Bronce                                                                                   |
| ------------------ | ------------------------------------------------------------------------- | ---------------------------------------------------------------------------------------- | ---------------------------------------------------------------------------------------- |
| 100 m              | Darren Campbell Reino Unido 10,04 s                                       | Dwain Chambers Reino Unido 10,10 s                                                       | Harlambros Papadias · Grecia · 10,17 s                                                   |
| 200 m              | Doug Walker Reino Unido 20,53                                             | Doug Turner Reino Unido 20,64                                                            | Julian Golding Reino Unido 20,72                                                         |
| 400 m              | Iwan Thomas Reino Unido 44,52                                             | Robert Maćkowiak · Polonia · 45,04                                                       | Mark Richardson Reino Unido 45,14                                                        |
| 800 m              | Nils Schumann · Alemania · 1:44,89                                        | André Bucher · Suiza · 1:45,04                                                           | Lukáš Vydra · República Checa · 1:45,23                                                  |
| 1.500 m            | Reyes Estévez · España · 3:41,31                                          | Rui Silva Portugal 3:41,84                                                               | Fermín Cacho · España · 3:42,13                                                          |
| 5.000 m            | Isaac Viciosa · España · 13:37,43                                         | Manuel Pancorbo · España · 13:38,03                                                      | Mark Carroll Irlanda 13:38,15                                                            |
| 10 000 m           | António Pinto Portugal 27:48,62                                           | Dieter Baumann · Alemania · 27:56,75                                                     | Stephane Franke · Alemania · 27:59,90                                                    |
| 110 m vallas       | Colin Jackson Reino Unido 13,02                                           | Falk Balzer · Alemania · 13,12                                                           | Robin Korving · Países Bajos · 13,20                                                     |
| 400 m vallas       | Paweł Januszewski · Polonia · 48,17                                       | Ruslan Mashchenko · Rusia · 48,25                                                        | Fabrizio Mori · Italia · 48,71                                                           |
| 3.000 m obstáculos | Damian Kallabis · Alemania · 8:13,10                                      | Alessandro Lambruschini · Italia · 8:16,70                                               | Jim Svenøy · Noruega · 8:18,97                                                           |
| 20 km marcha       | Ilia Markov · Rusia · 1:21:10                                             | Aigars Fadejevs Letonia 1:21:25                                                          | Francisco Javier Fernández · España · 1:21:39                                            |
| 50 km marcha       | Robert Korzeniowski · Polonia · 3:43:511                                  | Valentin Kononen · Finlandia · 3:44:29                                                   | Andrei Plotnikov · Rusia · 3:45:53                                                       |
| Maratón            | Stefano Baldini · Italia · 2:12:01                                        | Danilo Goffi · Italia · 2:12:11                                                          | Vincenzo Modica · Italia · 2:12:53                                                       |
| Salto de altura    | Artur Partyka · Polonia · 2,34 m                                          | Dalton Grant Reino Unido 2,34 m                                                          | Sergei Kliugin · Rusia · 2,32 m                                                          |
| Salto con pértiga  | Maxim Tarasov · Rusia · 5,81                                              | Tim Lobinger · Alemania · 5,81                                                           | Jean Galfione Francia 5,76                                                               |
| Salto de longitud  | Kiril Sosunov · Rusia · 8,28                                              | Bogdan Ţăruş · Rumania · 8,21                                                            | Petar Dachev Bulgaria 8,06                                                               |
| Salto triple       | Jonathan Edwards Reino Unido 17,99                                        | Denis Kapustin · Rusia · 17,45                                                           | Rostislav Dimitrov Bulgaria 17,26                                                        |
| Peso               | Alexander Bagach · Ucrania · 21,17                                        | Oliver Sven Buder · Alemania · 20,98                                                     | Yuri Belonog · Ucrania · 20,92                                                           |
| Disco              | Lars Riedel · Alemania · 67,07                                            | Jürgen Schult · Alemania · 66,69                                                         | Virgilijus Alekna · Lituania · 66,46                                                     |
| Martillo           | Tibor Gécsek · Hungría · 82,87                                            | Balázs Kiss · Hungría · 81,26                                                            | Karsten Kobs · Alemania · 80,13                                                          |
| Jabalina           | Steve Backley Reino Unido 89,72                                           | Mick Hill Reino Unido 86,92                                                              | Raymond Hecht · Alemania · 86,63                                                         |
| 4 x 100 m          | Reino Unido Allyn Condon Darren Campbell Doug Walker Julian Golding 38,52 | Francia Thierry Lubin Frédéric Krantz Christophe Cheval Needy Guims 38,87                | Polonia · Marcin Krzywański · Piotr Balcerzak · Marcin Nowak · Ryszard Pilarczyk · 38,98 |
| 4 x 400 m          | Reino Unido Mark Hylton Jamie Baulch Iwan Thomas Mark Richardson 2:58,68  | Polonia · Piotr Rysiukiewicz · Tomasz Czubak · Piotr Haczek · Robert Maćkowiak · 2:58,88 | España · Antonio Andrés · Juan Trull · Andreu Martínez Ferrandis · David Canal · 3:02,47 |
| Decatlón           | Erkki Nool Estonia 8.667 pts.                                             | Eduard Hämäläinen · Finlandia · 8.587 pts.                                               | Lev Lobodin · Rusia · 8.571 pts.                                                         |

### Femenino
| Evento            | Oro                                                                            | Plata | Bronce                                                                             |
| ----------------- | ------------------------------------------------------------------------------ | --- | ---------------------------------------------------------------------------------- |
| 100 m             | Christine Arron Francia 10,73                                                  | Irina Privalova · Rusia · 10,83                                                                          | Ekaterini Thanou · Grecia · 10,87                                                  |
| 200 m             | Irina Privalova · Rusia · 22,62                                                | Zhanna Pintusevich · Ucrania · 22,74                                                                     | Melanie Paschke · Alemania · 22,78                                                 |
| 400 m             | Grit Breuer · Alemania · 49,93                                                 | Helena Fuchsová · República Checa · 50,21                                                                | Olga Kotliarova · Rusia · 50,38                                                    |
| 800 m             | Elena Afanasieva · Rusia · 1:58,50                                             | Malin Ewerlöf · Suecia · 1:59,61                                                                         | Stephanie Graf · Austria · 2:00,11                                                 |
| 1.500 m           | Svetlana Masterkova · Rusia · 4:11,91                                          | Carla Sacramento Portugal 4:12,62                                                                        | Anita Weyermann · Suiza · 4:13,06                                                  |
| 5.000 m           | Sonia O´Sullivan Irlanda 15:06,50                                              | Gabriela Szabo · Rumania · 15:08,31                                                                      | Marta Domínguez · España · 15:10,54                                                |
| 10 000 m          | Sonia O´Sullivan Irlanda 31:29,33                                              | Fernanda Ribeiro Portugal 31:32,42                                                                       | Lidia Simon · Rumania · 31:32,64                                                   |
| 100 m vallas      | Svetla Dimitrova Bulgaria 12,56                                                | Brigita Bukovec Eslovenia 12,65                                                                          | Irina Korotia · Rusia · 12,85                                                      |
| 400 m vallas      | Ionela Tîrlea · Rumania · 53,37                                                | Tatiana Tereshchuk · Ucrania · 54,07                                                                     | Silvia Rieger · Alemania · 54,45                                                   |
| 10 km marcha      | Annarita Sidoti · Italia · 42:49                                               | Erica Alfridi · Italia · 42:54                                                                           | Susana Feitor Portugal 42:55                                                       |
| Maratón           | Manuela Machado Portugal 2:27:10                                               | Madina Biktagirova · Rusia · 2:28:01                                                                     | Maura Viceconte · Italia · 2:28:31                                                 |
| Salto de altura   | Monica Iagăr · Rumania · 1,97 m                                                | Donata Jancewicz · Polonia · 1,95 m                                                                      | Alina Astafei · Alemania · 1,95 m                                                  |
| Salto con pértiga | Anzhela Balakhonova · Ucrania · 4,31                                           | Nicole Humbert · Alemania · 4,31                                                                         | Yvonne Buschbaum · Alemania · 4,31                                                 |
| Salto de longitud | Heike Drechsler · Alemania · 7,16                                              | Fiona May · Italia · 7,11                                                                                | Liudmila Galkina · Rusia · 7,06                                                    |
| Salto triple      | Olga Vasdeki · Grecia · 14,55                                                  | Šárka Kašpárková · República Checa · 14,53                                                               | Tereza Marinova Bulgaria 14,50                                                     |
| Peso              | Viktoria Pavlish · Ucrania · 21,69                                             | Irina Korzhanenko · Rusia · 19,71                                                                        | Yanina Korochik · Bielorrusia · 19,23                                              |
| Disco             | Franka Dietzsch · Alemania · 67,49                                             | Natalia Sadova · Rusia · 66,94                                                                           | Nicoleta Grasu · Rumania · 65,94                                                   |
| Martillo          | Mihaela Melinte · Rumania · 71,17                                              | Olga Kuzenkova · Rusia · 69,21                                                                           | Kirsten Münchow · Alemania · 65,68                                                 |
| Jabalina          | Tanja Damaske · Alemania · 69,10                                               | Tatiana Shikolenko · Rusia · 66,92                                                                       | Mikaela Ingberg · Finlandia · 64,92                                                |
| 4 x 100 m         | Francia Katia Benth Frédérique Bangué Sylviane Félix Christine Arron 42,59     | Alemania · Melanie Paschke · Gabi Rockmeier · Birgit Rockmeier · Andrea Philip · 42,68                   | Rusia · Oxana Ekk · Galina Malchugina · Natalia Voronova · Irina Privalova · 42,73 |
| 4 x 400 m         | Alemania · Anke Feller · Uta Rohländer · Silvia Rieger · Grit Breuer · 3:23,03 | Rusia · Natalia Khrushcheliova · Svetlana Goncharenko · Ekaterina Bakhvalova · Olga Kotliarova · 3:23,56 | Reino Unido Donna Fraser Viki Jamison Katharine Merry Allison Curbishley 3:25,66   |
| Heptatlón         | Denise Lewis Reino Unido 6.559 pts.                                            | Urszula Włodarczyk · Polonia · 6.460 pts.                                                                | Natalia Sazanovich · Bielorrusia · 6.410 pts.                                      |

## Medallero
| Núm. | País            | Oro | Plata | Bronce | Total |
| ---- | --------------- | --- | ----- | ------ | ----- |
| 1    | Reino Unido     | 9   | 4     | 3      | 16    |
| 2    | Alemania        | 8   | 7     | 8      | 23    |
| 3    | Rusia           | 6   | 9     | 7      | 22    |
| 4    | Polonia         | 3   | 4     | 1      | 8     |
| 5    | Rumania         | 3   | 2     | 2      | 7     |
| 6    | Ucrania         | 3   | 2     | 1      | 6     |
| 7    | Italia          | 2   | 4     | 3      | 9     |
| 8    | Portugal        | 2   | 3     | 1      | 6     |
| 9    | España          | 2   | 1     | 4      | 7     |
| 10   | Francia         | 2   | 1     | 1      | 4     |
| 11   | Irlanda         | 2   | 0     | 1      | 3     |
| 12   | Hungría         | 1   | 1     | 0      | 2     |
| 13   | Bulgaria        | 1   | 0     | 3      | 4     |
| 14   | Grecia          | 1   | 0     | 2      | 3     |
| 15   | Estonia         | 1   | 0     | 0      | 1     |
| 16   | Finlandia       | 0   | 2     | 1      | 3     |
| 16   | República Checa | 0   | 2     | 1      | 3     |
| 18   | Suiza           | 0   | 1     | 1      | 2     |
| 19   | Eslovenia       | 0   | 1     | 0      | 1     |
| 19   | Letonia         | 0   | 1     | 0      | 1     |
| 19   | Suecia          | 0   | 1     | 0      | 1     |
| 22   | Bielorrusia     | 0   | 0     | 2      | 2     |
| 23   | Austria         | 0   | 0     | 1      | 1     |
| 23   | Lituania        | 0   | 0     | 1      | 1     |
| 23   | Noruega         | 0   | 0     | 1      | 1     |
| 23   | Países Bajos    | 0   | 0     | 1      | 1     |
|      | TOTAL           | 46  | 46    | 46     | 138   |